# Stazione di Mezzolara
La stazione di Mezzolara è una stazione ferroviaria a servizio della frazione Mezzolara di Budrio, nella città metropolitana di Bologna. Sorge ai margini del centro abitato.
È posta sulla ferrovia Bologna-Portomaggiore ed è gestita da Ferrovie Emilia Romagna (FER).

## Storia
La stazione è stata inaugurata nel 1887.

## Strutture e impianti
La stazione è costituita da un fabbricato viaggiatori con sala d'attesa, un marciapiede e un piazzale esterno.

## Movimento
Il servizio passeggeri è costituito dai treni della linea S2B (Bologna Centrale - Portomaggiore) del servizio ferroviario metropolitano di Bologna.
I treni sono svolti da Trenitalia Tper nell'ambito del contratto di servizio stipulato con la regione Emilia-Romagna.
A novembre 2013, l'impianto risultava frequentato da un traffico giornaliero medio di 418 persone.
A novembre 2018, la stazione risultava frequentata da un traffico giornaliero medio di circa 569 persone (297 saliti + 272 discesi).